# عطا أباد (قنبد قابوس)
عطا أباد (بالفارسية: عطاآباد) هي قرية تقع في غلستان في إيران. يقدر عدد سكانها بـ 152 نسمة .